# إعصار لبان
إعصار لبان هو إعصار من الدرجة الأولى، مصحوبا برياح شديدة تقدر بين 120 و150 كيلومترا في الساعة، وصل بحر العرب يوم 6/10/2018 وقد وصل اجزاء بسيطة منة إلى عمان واليمن وكان النصيب الأكبر في تضررة الغيظة عاصمة لمحافظة المهرة وقد اعلان محافظ المهرة محافظة منكوبة وقد قامة القوات المسلحة اليمنية باجلاء 400 اسرة في مروحية عسكرية يمنية

## التسمية
وسميت العاصفة المدارية لبان، باسم مختار من سلطنة عمان، ويشير إلى شجرة اللبان العمانية الشهيرة بمحافظة ظفار.

## تحذيرات
وشملت تحذيراتُ الأرصاد الجوية اضطراب البحر في خليج عدن والمناطق الشرقية المجاورة من اليمن و صلالة العمانية وحتى سواحل الصومال غربا، في ظل احتمالات واردة لتأثر محافظتي ظفار والوسطى العمانيتين بتداعيات إعصار لبان بالأمطار الشديدة و السيول الجارية بَدءا من مساء اليوم الأربعاء، وأعلنت السلطات العمانية حالة الطوارئ القصوى، وتوقفت الدراسة موقتاً غرب السلطنة.